# Det som engang var
| Оценки критиков | Оценки критиков |
| Источник        | Оценка          |
| --------------- | --------------- |
| Allmusic        | ссылка          |

Det som engang var (с норв. — «То, что однажды было») — второй студийный альбом норвежского музыкального проекта Burzum, изданный в августе 1993 года.

## Об альбоме
Варг Викернес записал первые четыре альбома Burzum в период между январём 1992 г. и мартом 1993 г. в Grieghallen в Бергене. Тем не менее, для каждого из альбомов разница между записью и релизом составляет многие месяцы.
Первоначально альбом назывался På svarte troner (с норв. — «На чёрных тронах»), но был переименован незадолго до релиза. Песня «Det som en gang var» (имеющая немного другое написание) появится лишь на следующем альбоме, Hvis lyset tar oss.
Вдохновением для обложки альбома послужил модуль The Temple of Elemental Evil для первого издания Advanced Dungeons & Dragons. Автор обложки — Jannicke Wiese-Hansen, который также нарисовал обложку дебютного альбома.
Det som engang var был выпущен на CD в августе 1993 года на собственном лейбле Викернеса Cymophane Productions, который он создал, чтобы уйти из Deathlike Silence Productions, принадлежавшей гитаристу Mayhem Евронимусу. Альбом был выпущен тиражом около 950 копий.

## Список композиций
| №                   | Название                                                        | Длительность |
| ------------------- | --------------------------------------------------------------- | ------------ |
| 1.                  | «Den onde kysten» (норв. «Берег зла»)                           | 2:21         |
| 2.                  | «Key to the Gate» (англ. «Ключ ко вратам»)                      | 5:15         |
| 3.                  | «En ring til aa herske» (норв. «Одно кольцо, чтобы править»)    | 7:10         |
| 4.                  | «Lost Wisdom» (англ. «Потерянная мудрость»)                     | 4:39         |
| 5.                  | «Han som reiste» (норв. «Тот, что скитался»)                    | 4:51         |
| 6.                  | «Naar himmelen klarner» (норв. «Когда небо проясняется»)        | 3:50         |
| 7.                  | «Snu mikrokosmos tegn» (норв. «Перевёрнутый символ микрокосма») | 9:38         |
| 8.                  | «Svarte troner» (норв. «Чёрные троны»)                          | 2:16         |
| Общая длительность: | Общая длительность:                                             | 39:49        |

## Участники записи

### Burzum
- Варг Викернес — вокал, гитары, клавишные, ударные, бас-гитара, гонг

### Приглашённые музыканты
- Евронимус — гонг (трек 1)[3]